# 御城碁
御城碁（おしろご）は、江戸時代に囲碁の家元四家の棋士により、徳川将軍の御前にて行われた対局。寛永3年（1626年）頃に始まり、毎年1回、御城将棋とともに2、3局が行われ、幕末の元治元年（1864年）に中止となるまでの230年余りに渡って続いた。御城碁に出仕することは、家元の代表としてであり、当時の棋士にとってもっとも真剣な勝負であった。また碁によって禄を受けている家元四家にとっては、碁の技量を将軍に披露する義務としての意味もあり、寺社奉行の呼び出しによるという形式で行われた。実際に将軍の上覧は少なく、代行として老中などが列席した。
全部で536局の対局が行われ、出仕した棋士は67名。代表的な成績としては、本因坊秀策の、嘉永2年（1849年）から文久元年（1861年）にかけての19連勝が有名。

## 実施方法
江戸城本丸御殿の黒書院にて行われるのが慣例であったが、白書院や帝鑑の間が使われることもあった。出席棋士には銀十枚と、時服、朝夕の食事と茶菓が支給された。
対局は段位に基づく手合割で行われる。
碁所は家元四家をまとめる取仕切り役となり、お止め碁として対局は行わないという慣例も後にはできたと、従来の囲碁史では言われるが、以下のように本因坊道策以降の名人碁所について確認してみても、統一がされていない。
- 名人碁所になったのちも御城碁を打った：本因坊道策・本因坊察元
- 名人碁所になったのちは御城碁を打っていない：井上道節因碩・本因坊道知・本因坊丈和

徳川吉宗の時代の享保元年（1716年）からは、大坂冬の陣の吉例にちなんで、11月17日に、御城将棋とともに行われるように定められた。また対局が1日で終わらないことが多いため、事前に対局を行い、当日御前ではその棋譜を対局者が並べるのみとする下打ちという方式が、本因坊道策の時代の寛文9年（1669年）に始められた。「御好み」として当日将軍の御声掛かりでその場で行われる対局もあった。
将軍や老中と雑談も記録されており、明和4年の御城碁では上覧した家治が察元に対し、将棋の腕前について尋ねると、察元は将棋は二段であると答えたという。
出仕する対局者は本因坊家、井上家、安井家、林家の家元四家の当主、跡目、七段以上の棋士だが、その他に、外家と言われる他の家人で認められた者もあった。下打ちの行われる間はそれがたとえ数日におよんでも、対局者は外出を禁じられたことから、「碁打ちは親の死に目に会えない」という言葉が生まれた。この言葉は後には、道楽としての囲碁への過度な傾倒をたしなめる方便にも転用された。

## 歴史

### 成立期
徳川家康が碁を好み、文禄から慶長にかけて京中や周辺の碁打ち、将棋指しをしばしば招くようになり、また禁裏に昇ることもあった。慶長13年（1608年）には駿府の家康御前にて本因坊算砂と林利玄の対局が行われたという。その後、京都寂光寺にあった算砂は、毎年三月に他家の棋士を率いて江戸城に登城し、将軍に謁見して御前試合を行なうようになる。算砂を継いで名人となった中村道碩と安井算哲による御前対局も行われ、寛永3年（1626年）に二条城徳川秀忠御前で両者の対局（算哲先番3目勝）が行われたのを、一般には御城碁の始めとしている。
徳川家光の代になって寛永5、6年にも道碩と算哲の対局があり、寛永14年（1637年）頃に将棋の対局も行われるようになった。「徳川実紀」でも寛永8年（1631年）以降に「碁将棋御覧」の記載が多く現われ、正保元年（1644年）からはほぼ毎年の10～12月に記載されるようになる。家綱の時代、碁将棋衆が寺社奉行管轄下となった寛文2年（1662年）の後、寛文4年からは年中行事として毎年の記録が残されている。

### 名人碁所を巡る争いの舞台
道碩の死後、名人の地位を巡って本因坊算悦と安井算知の争碁六番碁が、正保2年（1645年）から承応2年（1653年）にかけて行われ、これが江戸城での御城碁の始まりとなった。争碁は3勝3敗で勝負がつかず、算悦の死後に算知が碁所に就くが、その許可が下りたのは寛文8年（1668年）の御城碁の二日前の日だった。この御城碁での算知の相手は算悦を継いだ本因坊道悦で手合割定先、この対局は持碁とするが、道悦は算知との争碁を願い出て、この対局を第1局として60番の争碁を打つことになった（実際は20番で終了）。これ以降の争碁では1局目だけが御城碁として打たれるのが慣習となる。
道悦の跡を継いだ本因坊道策は、その抜群の技量からさしたる反対もなく碁所に就き、御城碁は16戦して14勝2敗、その2敗も向2子の手合だった。その1局である天和3年（1683年）の安井春知戦の2子局1目負の碁を、道策は生涯の名局と述べている。また安井算哲（2世算哲、後の渋川春海）は、寛文10年（1670年）の道策との御城碁において、先番で1手目を天元に打つという秘策を用いたが9目負けとなった。
道策の跡目となった本因坊道知は、15歳の宝永2年（1705年）に御城碁で六段格の安井仙角と対戦することになったが、この時の手合割を道知の後見である井上道節因碩が互先を申し入れたため、反発した仙角は20番の争碁を願い出て、御城碁をその第1局として道知先相先で打たれた。道知は第1局で囲碁史上に残るヨセの妙手を放つなど3連勝、仙角は願い出を取り下げることとなった。
9世本因坊察元と6世井上春碩因碩は明和元年（1764年）に八段昇段し、名人を決める争碁20番碁が明和3年（1766年）に始まり、第1局は御城碁にて持碁としたが、その後に察元5連勝で名人となる。

### 幕末期
ライバルであった本因坊丈和の名人碁所からの退位後、11世井上幻庵因碩は名人碁所を望んだが、本因坊丈策の跡目秀和との争碁を申し込まれ、天保11年（1840年）第1局に敗れ、また局中下血し、名人願書を取り下げた。天保13年（1842年）にも御城碁で対局するが、再度先番秀和に敗れ、碁所を断念するに至った。
七段となって御城碁に出仕するにおいては剃髪することが定められていたが、天保四傑の一人とされる安井門下の太田雄蔵は美男子としても知られており、剃髪を嫌って七段昇段を断ったと言われている。その後嘉永元年（1848年）に昇段したが剃髪はせず、御城碁も打たなかった。
秀和の跡目秀策は、嘉永2年（1849年）より御城碁に出仕、文久元年（1861年）までの13年間に、御城碁で19戦して全勝とした。安政2年（1855年）、安政大地震により御城碁は中止。安政6年（1859年）に秀和は名人碁所を願い出たが、幕府多忙のためとの理由で却下される。文久2年（1862年）には、下打ちのみ行われ、江戸城火災を理由に御城碁は沙汰止み。元治元年（1864年）に御城碁は中止となり、その歴史を閉じた。